# 约万·韦塞利诺夫
约万·韦塞利诺夫（1906年1月20日—1982年2月8日）是塞尔维亚工人运动活动家，南斯拉夫社会主义联邦共和国党和国家领导人。

## 生平
1906年生于塞尔维亚王国。1923年17岁时加入南斯拉夫共产党。1931年因从事革命活动被反动王国判处15年有期徒刑。他在狱中进行了英勇的斗争，并在1941年组织越狱成功。接着在伏伊伏丁那发动了武装起义。二战结束后，他致力于社会主义建设时期，长期担负着党和国家的重要领导职务。